# 109
Secole: Secolul I - Secolul al II-lea - Secolul al III-lea
Decenii: Anii 50 Anii 60 Anii 70 Anii 80 Anii 90 - Anii 100 - Anii 110 Anii 120 Anii 130 Anii 140 Anii 150
Ani: 104 | 105 | 106 | 107 | 108 | 109 | 110 | 111 | 112 | 113 | 114